# 生田朗
生田 朗（いくた あきら・Aki Ikuta、1954年11月24日 - 1988年8月20日）は、日本の音楽プロデューサー、コーディネーター。妻は、音楽家の吉田美奈子。

## 来歴
神奈川県横浜市出身。慶應義塾大学卒。
1975年から、山下洋輔・坂本龍一・大貫妙子のマネージャーとなり、1981年からフリーの音楽プロデューサー&コーディネーターとして独立。高橋幸宏・清水靖晃・渡辺香津美らの作品を手がける。
YMO作品のマネジメントやコーディネートを手がけ、アルバム『イエロー・マジック・オーケストラ』のマネージメント、アルバム『ソリッド・ステイト・サヴァイヴァー』でのコーディネーターなどを行い、1979年の「トランス・アトランティック・ツアー」ではツアーマネージャーを務めた。同年の中野サンプラザでの凱旋公演のメンバー紹介（アルバム『パブリック・プレッシャー』に収録『バック・イン・トキオ』）も、生田によるものである。散開後は坂本龍一のスタッフとなり、坂本の個人事務所を取り仕切っていた。坂本が出演および音楽を担当した『ラストエンペラー』に日本人医師として出演している。
1988年8月18日、メキシコのプエルト・バヤルタで休暇中に運転していた車ごと崖に転落し、2日後の8月20日に死去。
高橋幸宏の1988年発表楽曲「sea-change」（アルバム『EGO』収録）は生田に捧げられたもの。

## 出演番組
- ミュージック・ワークショップ（広島FM）[2]